# Johannes Martini
Johannes Martini (1440 circa – fine 1497  o inizio 1498) è stato un compositore fiammingo membro della Scuola franco fiamminga.

## Biografia
Nacque nel Ducato di Brabante intorno al 1440 ma le informazioni sui primi anni della sua vita sono lacunose e scarse. Iniziò i suoi studi probabilmente nelle Fiandre, così come la maggior parte dei compositori della sua generazione. 
Il 27 gennaio del 1473 entrò a far parte come clavicembalista della Cappella musicale di Ferrara, dove Ercole I d'Este aveva deciso di costituire un centro musicale che stesse alla pari degli altri rinomati centri esistenti in altri stati d'Italia.
Fece parte della famosa Cappella degli Sforza a Milano dal luglio 1474, assieme a Loyset Compère, Gaspar van Weerbeke e altri compositori del nord Europa facenti parte della prima ondata della scuola franco fiamminga in Italia. Nel novembre di quell'anno fece poi ritorno a Ferrara. Cosa lo spinse a ritornare a Ferrara non è noto, visto che in quel tempo la Cappella milanese era la più rinomata in Europa, ma si presume che possa essere stato inviato dagli Estensi per conoscere i sistemi esecutivi e le composizioni presenti al momento in quella Cappella. Tuttavia, egli deve essere ritornato a Milano, in quanto è elencato insieme a Jean Japart, Colinet de Lannoy e Loyset Compère, fra coloro che ebbero un lasciapassare sicuro per uscire da Milano il 6 febbraio 1477, dopo l'assassinio del duca Galeazzo Maria Sforza nel 1476.
Martini è stato ben ricompensato dal suo mecenate, ricevendo non solo uno stipendio insolitamente elevato per la sua posizione nella cappella, ma anche una casa a Ferrara. 
Nel 1486 andò in Ungheria in un gruppo di persone incaricate di assistere nel trasferimento un membro della famiglia d'Este nominato arcivescovo di Esztergom, e nel 1487 e 1488 fece due viaggi a Roma per negoziare i benefici datigli dal duca Ercole.

## Musica
Martini compose messe, mottetti, salmi, inni e alcune canzoni di musica profana, comprese alcune chanson. Il suo stile fu conservatore, spesso rifacentesi a quello della scuola di Borgogna, specialmente nelle messe. Alcune similitudini con Obrecht suggeriscono che i due potessero conoscersi, o almeno che Martini avesse avuto modo di ascoltare la musica di Obrecht che era stato ospite a Ferrara nel 1487 e la sua musica è noto che circolò in Italia nei primi anni 1480.
Alcuni dei primi esempi di messa parafrasi sono da attribuire a Martini.  Nelle sue Missa domenicalis e Missa ferialis, che sono state provvisoriamente datate al 1470 al più presto, la tecnica di parafrasi è utilizzata nella voce del tenore - la voce normale del cantus firmus - ma include anche lo stesso materiale melodico in altre voci all'inizio dei punti di imitazione. La tecnica di parafrasi sarebbe diventato uno dei metodi di composizione prevalente delle messe nei primi anni del XVI secolo.
Oltre alla sua produzione, per lo più conservatrice, delle messe, egli è il primo compositore noto per aver composto Salmi per doppio coro canto alla maniera di un'antifona. Questo stile, che sarebbe diventato famoso a Venezia sotto la direzione di Adrian Willaert settant'anni dopo, sembra avere avuto alcuna influenza al tempo, ma si trattava di una innovazione notevole.
Le sue composizioni profane sono sia in francese che in italiano.